# Quadrilione
Il quadrilione è il numero naturale che, nel sistema di denominazione chiamato scala lunga usato in Europa continentale occidentale, equivale a un milione di trilioni, cioè  1 000 000 × 1,000,000,000,000,000,000 = 1024. Il suo prefisso nel Sistema internazionale di unità di misura è  yotta.
Negli Stati Uniti e nel mondo anglosassone in genere (nel Regno Unito dal 1974), dove viene usato il sistema di denominazione chiamato scala corta, equivale al "septillion".
Un esempio di questo ordine di grandezza è il seguente: 1 yottametro equivale a un quadrilione di metri (1 Ym = 1024 m), che equivale a circa 6 684 586 371 582 volte la distanza tra il Sole e la Terra (di circa 149 600 000 km), e circa 100 volte la distanza tra Terra e la galassia di Andromeda M31.